# Micheline Dumon
Micheline "Michou" Aline Dumon (Brussel, 20 mei 1921 - Saint-Siffret, 16 november 2017) was tijdens de Tweede Wereldoorlog een lid van het Belgisch verzet. Via de ontsnappingslijn Comète hielp ze meer dan 250 mensen vluchten naar het neutrale Spanje.
In november 1942 kwam de Gestapo op het spoor van Comète, en nam haar hele familie gevangen. Haar vader Eugène overleefde de deportatie niet, haar zuster Andrée zat tijdens de oorlog in verschillende concentratiekampen gevangen, waaronder Mauthausen en Ravensbrück, en haar moeder Marie Plessix werd tijdens de oorlog nog vrijgelaten. Hierop nam Micheline Dumon de rol van haar familieleden over onder de codenaam Lily. In 1944 kwam ze via een gearresteerde vriendin te weten wie de verrader van de leden van Comète was (Jacques Desoubrie die ook de aliassen Jean Masson en Pierre Boulain gebruikte. Hij zou na de oorlog gefusilleerd worden). Toen ze hem toevallig tegenkwam in Brussel en ze oogcontact maakten ontdekte hij dat ze wist dat hij de verrader was. Hij achtervolgde haar maar ze wist te ontkomen door ongemerkt op een trein te stappen. De volgende dag vluchtte ze via haar ontsnappingslijn om uiteindelijk in Engeland te belanden.
In Engeland leerde ze haar echtgenoot Pierre Ugeux kennen met wie ze in 1945 trouwde en vier kinderen kreeg. Na de oorlog verhuisden ze naar Frankrijk.
Na de oorlog reikten de Verenigde Staten haar een gouden Medal of Freedom uit. Het Verenigd Koninkrijk gaf haar de George Medaille.